# 納坦茲核設施
納坦茲核設施，正式名稱為艾哈邁迪·羅尚烈士核設施，是一座位於伊斯法罕省納坦茲近郊的伊朗核設施。因經濟制裁影響，伊朗的核計畫推測成本高達2萬億至3萬億美元，納坦茲核設施是該計畫的重要組成部分。
該設施主要用於鈾濃縮作業，其由试验性燃料浓缩厂和主燃料浓缩厂兩部分組成。後者主體部分位於地下，受到7.6米厚的混凝土層保護。除防範空襲的考量外，前總統马哈茂德·艾哈迈迪-内贾德亦稱建在地下是為保護民眾安全。
2002年，伊朗人民聖戰者組織揭露了納坦茲核設施的存在。2025年6月，在以伊戰爭期間，以色列國防軍對此設施進行了大規模轟炸。根據国际原子能机构总干事拉斐尔·马里亚诺·格罗西的說法，設施的地面部分在空襲中被部分摧毀。美東時間2025年6月21日，特朗普發表講話，稱美國「清除」了包括納坦茲在內的伊朗核設施。

## 命名
2012年2月，马哈茂德·艾哈迈迪-内贾德任內，伊朗五所涉核的設施或部門被以五位遇刺者的名字重新命名。納坦茲核設施被重命名為「艾哈邁迪·羅尚烈士核設施」，以紀念遭暗殺的核科學家穆斯塔法·艾哈邁迪·羅尚。重命名前，此核設施以鄰近的納坦茲鎮命名。如今「納坦茲核設施」的名稱仍為國際社會所通用。

## 設施
主燃料濃縮廠佔地面積約10萬平方米，由三處地下空間、六座地上建築以及一些行政樓組成。其位於地下的主體部分上方砌有近8米厚的混凝土層，混凝土上方更有22米厚的覆土。路透社稱，主燃料濃縮廠係為生產商業級別的濃縮鈾（純度5%）而建造，其地下部分內可容納5萬台離心機，截至2025年6月，裝機量達1.4萬臺，其中約1.3萬臺正在運作。地上廠房佔地2.5萬平方米，用於離心機之組建。
試驗性燃料濃縮廠則設置於同一園區的地面建築中，發揮研究、開發、測試之先導性功能。其建築由一座大型廠房構成，內部分為兩區：一區用於研發，另一區則用於小規模生產。該設施可容納6套離心機級聯，每套級聯含164臺離心機，伊朗在此設施中測試新型離心機設計。根據國際原子能機構報告，納坦茲核設施設有IR-1、IR-2m、IR-3、IR-4、IR-5、IR-6與IR-6s型離心機；2022年前，伊朗亦在此進行過IR-8、IR-8b與IR-9型離心機的測試。

## 歷史

### 披露、運作與擴張
2002年8月，伊朗人民聖戰組織及其統領的伊朗反抗力量全國議會揭露了阿拉克重水反應堆（IR-40）及納坦茲核設施的存在。美國科學與國際安全研究所當年判斷，納坦茲可能設有氣體離心機等鈾濃縮設備，民用之餘，可轉為生產核武原料。2003年2月，國際原子能機構官員訪問納坦茲核設施，在廠區見到了約160臺正在運作的離心機，以及大量零部件。這些發現說明，該處已具相當可觀的先進程度，遠超海灣戰爭前伊拉克核計畫的發展水平，亦超過了美國先前的預想。納坦茲核設施的暴露以及伊朗初期的不配合態度，在德黑蘭與西方之間引發了一段時間的緊張態勢。
當年，國際原子能機構在從納坦茲核設施採集的樣本中發現了高濃縮鈾，伊朗辯稱，此乃離心機零件受供應國污染所致。根據當時伊朗與國際原子能機構間的協議，伊朗須在核原料引入核設施的六個月之前披露核設施的存在，國際原子能機構認為伊朗未能履行協議規定的通報和披露義務。
2003年11月10日，伊朗向國際原子能機構通報，伊朗將即日起暫停所有鈾濃縮活動，尤其是暫停納坦茲核設施的所有活動。2004年11月，伊朗、法國、英國、德國達成協議，其中伊朗「自愿决定继续和扩大其（核相關的）中止活动，以包括所有浓缩相关活动和后处理活动，具体是：气体离心机及其部件的制造和进口；气体离心机的组装、安装、试验或运行；有关开展任何钚分离或建造或运行任何钚分离装置的工作；以及在任何铀转化装置上的所有试验或生产。」
伊朗向國際原子能機構展現出的合作姿態，自2005年马哈茂德·艾哈迈迪-内贾德出任總統後發生轉變。2006年1月，伊朗撤除納坦茲核設施封條，恢復其先前中止的核開發活動。同年，伊朗开始在納坦茲核設施使用六氟化鈾測試離心機，測試範圍從最初的單臺P-1型離心機逐漸擴大至一組由164臺設備組成的離心機級聯。到2009年5月時，納坦茲核設施已經安裝約7,000臺離心機。

### 國際原子能機構文件
- 穆罕默德·巴拉迪.  (PDF) (报告). 2003-09-01  [2025-06-25]. （原始内容 (PDF)存档于2015-06-15） （英语）.
- 穆罕默德·巴拉迪.  (PDF) (报告). 2003-11-10  [2025-06-24]. （原始内容 (PDF)存档于2024-12-08） （英语）.
- 穆罕默德·巴拉迪.  (PDF) (报告). 2006-04-28  [2025-06-27]. （原始内容 (PDF)存档于2024-12-14） （英语）.
- 天野之彌.  (PDF) (报告). 2013-08-28  [2025-06-24]. （原始内容 (PDF)存档于2024-07-22） （英语）.

### 引用
1. ↑  Mahoutchi, Farid. . NCRI. 2025-06-03  [2025-06-15] （美国英语）.
2. ↑  . 以色列時報.   [2025-06-20]. （原始内容存档于2020-07-04） （英语）.
3. ↑   [伊朗核設施在哪裡？哪些核設施遭到攻擊？]. BBC Persian. 2025-06-13  [2025-06-20] （波斯语）.
4. 1 2   [探索核領域]. 東方報（波斯語：شرق (روزنامه)）. 2017-09-04  [2025-06-21]. （原始内容存档于2024-12-01） （波斯语）.
5. ↑   [內賈德：核設施將建於地下以保障人民安全]. BBC Persian.   [2025-06-20] （波斯语）.
6. ↑   [人民聖戰者組織聲稱伊朗核子研究中心將搬遷]. 法爾達電台. 2013-10-18  [2025-06-20] （波斯语）.
7. ↑  . 路透社. 2025-06-13  [2025-06-13] （英语）.
8. ↑  . 國際原子能機構. 2025-06-20  [2025-06-21]. At the Esfahan nuclear site, four buildings were damaged in last Friday’s attack: the central chemical laboratory, a uranium conversion plant, the Tehran reactor-fuel manufacturing plant, and the enriched uranium metal processing facility, which was under construction. ... On the 13th of June the above-ground part was functionally destroyed...
9. ↑  . 路透社. 2025-06-22  [2025-06-22].
10. ↑   [艾哈迈迪-内贾德宣布伊朗取得重大核成就]. 德國之聲 （波斯语）.
11. 1 2  Francois Murphy. . 路透社. 2025-06-13  [2025-06-21].
12. ↑   [特朗普走了嗎？《伊核協議》回來了嗎？]. Sputnik Persian. 2020-11-17  [2025-06-21].
13. ↑  . The Nuclear Threat Initiative.   [2025-03-02] （英语）.
14. ↑  國際原子能機構GOV/2013/40號文件，第18段：Pilot Fuel Enrichment Plant: PFEP is a pilot LEU production, and research and development (R&D) facility, which was first brought into operation in October 2003.
15. 1 2 3  . The Nuclear Threat Initiative.   [2025-03-03] （英语）.
16. ↑  國際原子能機構GOV/2013/40號文件，第19-23段.
17. ↑  國際原子能機構GOV/2013/40號文件，第21段.
18. ↑  . 美国和平研究所. 2021-11-22  [2025-03-03]. （原始内容存档于November 23, 2021） （英语）. By February 2021, one IR-9 centrifuge was being tested at Natanz.
19. ↑  . 伊朗反抗力量全國議會. 2003-10-07  [2024-06-24] （英语）.
20. ↑  . 科學與國際安全研究所（英语：Institute for Science and International Security）. 2002-12-12  [2025-06-24] （英语）. ... it possibly has a uranium enrichment plant. Based on the nature of the buildings, the most likely type of enrichment plant is a gas centrifuge facility. ... They can be built as civil facilities and can be relatively quickly converted to produce material aimed at making nuclear weapons.
21. ↑  Albright, David; Hinderstein, Corey. . 科學與國際安全研究所. 2003-03-14  [2025-06-24]. （原始内容存档于2018-02-04）. The pilot centrifuge plant contained about 160 centrifuges operating in a cascade when senior IAEA officials visited the site on February 21, 2003.
22. ↑  . 洛杉磯時報. 2003-08-04  [2025-06-24] （英语）.
23. ↑  . CNN. 2003-03-10  [2024-06-24] （英语）.
24. ↑  Tabatabai, Ariane M.; Dolzikova, Darya. . Doyle, James E.  (编).  第二版. : 120. doi:10.1016/B978-0-12-803271-8.00005-9.
25. ↑  國際原子能機構GOV/2013/40號文件，第34段.
26. ↑  Treverton, Gregory F.  (PDF). Intelligence & Policy (报告) (中央情报局情报研究中心). 2013-05. （原始内容 (PDF)存档于2020-10-16）.
27. ↑  國際原子能機構GOV/2003/63號文件，第2段.
28. ↑  . 國際原子能機構 (新闻稿). 維也納. 2003-11-10  [2025-06-27]. （原始内容存档于2019-08-18） （英语）. Iran had decided, as of today, to suspend all uranium enrichment-related and reprocessing activities in Iran – specifically, to suspend all activities on the site of Natanz, not to produce feed material for enrichment processes and not to import enrichment-related items.
29. ↑   (PDF). 2004-11-26  [2025-06-27]. （原始内容 (PDF)存档于2015-06-05） （中文）.
30. ↑  . 國際原子能機構 (新闻稿). 2006-01-10 （英语）.
31. ↑  國際原子能機構GOV/2006/27號文件，第31段.
32. ↑  . 合眾國際社. 2009-04-05  [2025-06-27]. （原始内容存档于2021-01-26） （英语）.
33. ↑  . 法新社. 2009-05-06  [2025-06-27]. （原始内容存档于2011-02-09） （英语）. In all, more than 7,000 uranium-enriching centrifuges were installed at Natanz, up from over 5,000 at the time of the IAEA's last report in February, ...